# Stadionweg 44
Stadionweg 44 te Amsterdam is een woonhuis gelegen aan de Stadionweg in Amsterdam-Zuid.

## Algemeen
De Stadionweg werd hier ter plaatse bij de T-kruising met de Diepenbrockstraat en T-kruising met de Verdistraat volgebouwd met blokjes woningen van per blok dezelfde architect. Dit geldt niet voor Stadionweg 44; het is gebouwd naar een ontwerp van Harry Elte en gebouwd voor hem en zijn tweede vrouw Lies Speijer. Ze woonden er vanaf 16 juli 1929. Het gezin woonde er ongeveer veertien jaar, voordat ze via Kamp Westerbork werden gedeporteerd naar concentratiekamp Theresienstadt, waar ze werden omgebracht.
Opvallend aan het gebouw is de nadrukkelijke rechthoekige voorgevel, die bovendien asymmetrisch is. Daarbij heeft het pand als enige in dit bouwblok een plat dak. Elte was niet de enige architect die hier aan het werk was; de groene glazen bouwstenen werden ontworpen door Hendrik Petrus Berlage, voorts is er glas-in-lood-kunst van Willem Bogtman. 

## Gebouw
De voorgevel doet hoekig aan; de enige afwijking daarin is de toegangsdeur, die geplaatst in een rondboog met metselverband dwars op de boogconstructie. Opvallend aan die deur is voorts het houtsnijwerk, typerend voor de Amsterdamse School, maar de generieke omschrijving is zakelijk-expressionistisch met invloeden van Frank Lloyd Wright. Die deur is geplaatst in een wit geschilderde houten sponning met aan de rechterzijde houtsnijwerk, dat doorloopt tot over de deur heen. Aan de linkerkant van en onder de deur is nog een natuurstenen plint te zien. Daarboven bevindt zich een teruggetrokken baksteen rand die bij de tweede rand direct weer uitkraagt. Aan de rechterkant is de plint niet zichtbaar en is die teruggetrokken baksteen rand met enkele stenen breed. De asymmetrie is verder doorgevoerd in de kleur van de baksteen. Links van de deur tot ongeveer manshoogte; rechts van de deur tot heuphoogte en uiterst rechts tot aan het dak. Rechts naast de toegangsdeur is een raampartij geplaatst bestaande uit acht (horizontaal) maal vijf (verticaal) rijen, waarvan er op het oog maar één open kan. Tot slot bevindt ter zelfde hoogte nog een sluitsteen met reliëf; te zien zijn architectengereedschap zoals passer etc. 
Even hoger is aan rechter zijde van de gevel een erker geplaatst die in trapeziumvorm tegen de gevel hangt. Ook in deze erker zijn strikt vierkante ruitjes geplaatst. Drie setjes van vier bij vier exemplaren; randruiten zijn voorzien van of gemaakt van glas-in-lood. De erker heeft in de sluitstenen enig beeldhouwwerk. Op de erker is een balkon geplaatst. Links van de erker is een uitzichtpost neergezet van 10 bij twee ruitjes, het is geplaatst tussen twee uitkragende constructies. Boven die uitzichtpost en balkon is het alles van baksteen met aan de linkerkant de schoorsteen als hoekpijler en aan de rechter kant een hoekpijler met vlaggenstok.
Het gebouw werd op 6 december 2004 in het monumentenregister opgenomen (nr. 527827).

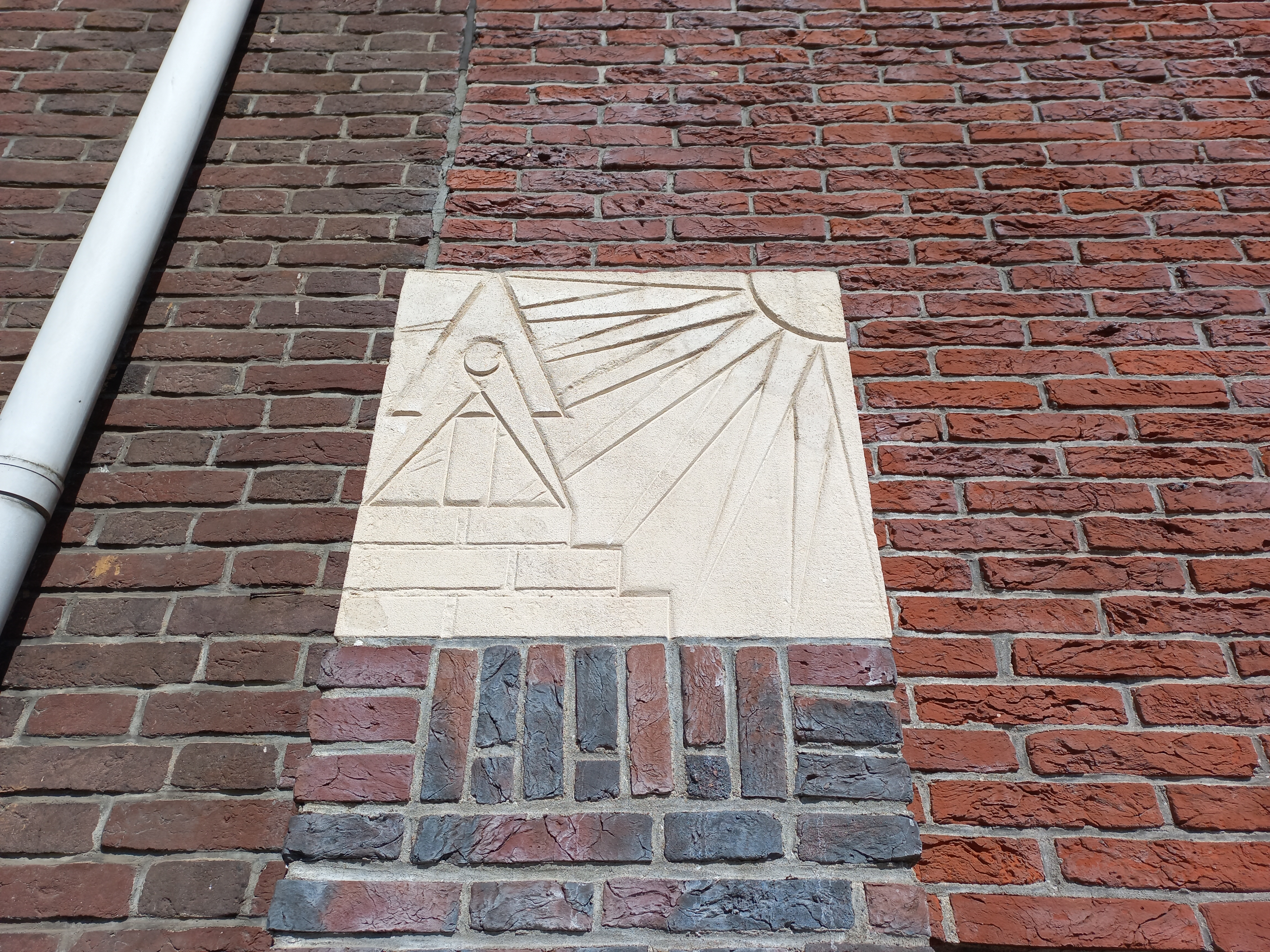
Reliëf (april 2023)